# Cámara Argentina de Productores de Fonogramas y Videogramas
Pour les articles homonymes, voir Cámara.
La Chambre argentine des producteurs de phonogrammes et de vidéogrammes (espagnol : Cámara Argentina de Productores de Fonogramas y Videogramas, CAPIF) est une association défendant les intérêts de l'industrie du disque en Argentine.

## Certifications de ventes

### Historique
La CAPIF a donné les première certifications d'or et de platine en 1980. À partir de cette année les critères de certification ont été :
Albums
| Certification | De 1980 à 2001 | Depuis 2001 |
| ------------- | -------------- | ----------- |
| Or            | 30 000         | 20 000      |
| Platine       | 60 000         | 40 000      |
| Diamant       | 500 000        | 250 000     |

Simples
| Certification | Singles physiques de 1980 à 2001 | Singles de 2001 à 2009 | Singles numériques depuis 2009 |
| ------------- | -------------------------------- | ---------------------- | ------------------------------ |
| Or            | 50 000                           | supprimé               | 10 000                         |
| Platine       | 100 000                          | supprimé               | 20 000                         |

Vidéos
| Certification | Jusqu'en 2011 | Depuis 2011 |
| ------------- | ------------- | ----------- |
| Or            | 4 000         | 7 500       |
| Platine       | 8 000         | 15 000      |
| Diamant       |               | 75 000      |

Compilations
| Certification | Jusqu'en 2001 | Depuis 2001 |
| ------------- | ------------- | ----------- |
| Or            | 100 000       | supprimé    |
| Platine       | 200 000       | supprimé    |

## Classements
Les classements CAPIF sont les classements de ventes principaux de l'Argentine, publiés mensuellement.
- CAPIF Top 10 Albums (ventes physiques)
- CAPIF Top 10 Singles (ventes numériques)
- CAPIF Top 10 Albums (ventes des magasins de disques)